# Dokumenthanteringssystem
Dokumenthanteringsystem (DMS) är informationssystem för att administrera dokument och andra elektroniska media inom en organisation. Detta innefattar hantering av arbetsflöden för kollaborativ redigering, versionshantering, granskning, elektronisk publicering, arkivering, indexering, automatiserad sök och byt ut text i flera dokument, och mallhantering.